# Orbea wissmannii
Orbea wissmannii är en oleanderväxtart. Orbea wissmannii ingår i släktet Orbea och familjen oleanderväxter.

## Underarter
Arten delas in i följande underarter:
- O. w. eremastrum
- O. w. parviloba
- O. w. wissmannii